# Khaleem Hyland
Khaleem Hyland (Carenage, Trinidad y Tobago, 5 de junio de 1989) es un futbolista trinitense que juega de centrocampista.

## Trayectoria
Nacido en Carenage, Hyland comenzó su carrera en 2007 con San Juan Jabloteh de la TT Pro League, pasando en un año al Portsmouth Football Club en la Premier League con tan solo 19 años. Debido a la necesidad de solicitar un permiso para su traspaso, es cedido a préstamo al club SV Zulte Waregem de Bélgica, terminando por firmar con ese club por 2 años más.
En 2011 pasa al KRC Genk por 4 años y en 2015 al KVC Westerlo ambos del mismo país y con el primero ganaría la Copa de Bélgica en la temporada 2012-13, en 2017 es traspasado al Al-Faisaly Football Club de la Liga Profesional Saudí. En 2020 cambió de aires y se unió al Al-Batin F. C.

## Selección nacional
Es internacional con la selección de fútbol de Trinidad y Tobago; donde hasta ahora, ha jugado 94 partidos internacionales y ha anotado 4 goles por dicho seleccionado. Su primer gol lo marcaría en 2008 ante el combinado de Jamaica en un partido amistoso celebrado en Macoya, Trinidad y Tobago.

### Participaciones en Copa Oro de la Concacaf
| Copa          | Sede                              | Resultado        |
| ------------- | --------------------------------- | ---------------- |
| Copa Oro 2013 | Estados Unidos                    | Cuartos de final |
| Copa Oro 2015 | Estados Unidos Canadá             | Cuartos de final |
| Copa Oro 2019 | Estados Unidos Costa Rica Jamaica | Fase de grupos   |

### Participaciones en Copa del Caribe
| Copa                    | Sede    | Resultado  |
| ----------------------- | ------- | ---------- |
| Copa del Caribe de 2014 | Jamaica | Subcampeón |

## Clubes
| Club                | País              | Año       |
| ------------------- | ----------------- | --------- |
| San Juan Jabloteh   | Trinidad y Tobago | 2007-2008 |
| Portsmouth F. C.    | Inglaterra        | 2008-2009 |
| S. V. Zulte Waregem | Bélgica           | 2009-2011 |
| K. R. C. Genk       | Bélgica           | 2011-2015 |
| K. V. C. Westerlo   | Bélgica           | 2015-2017 |
| Al-Faisaly          | Arabia Saudita    | 2017-2020 |
| Al-Batin F. C.      | Arabia Saudita    | 2020-2021 |